# 科明斯鎮區 (密歇根州)
科明斯鎮區（英語：Comins Township）是位於美國密歇根州奧斯科達縣的一個行政鎮區。

## 地方資料
科明斯鎮區的面積為185.96平方千米，當中陸地面積為182.75平方千米，而水域面積為3.21平方千米。根據2020年美國人口普查的數據，當地共有人口1839人，而人口密度為每平方千米9.89人。